# Bafanji (langue)
Pour les articles homonymes, voir Bafanji.
Le bafanji ou chufie’ est une langue bantoïde des Grassfields parlée par environ 17 000 personnes (2008) dans le Nord-Ouest du Cameroun, dans le département du Ngo-Ketunjia, à Balikumbat, au sud-ouest de Ndop et de la plaine de Ndop.
Elle est proche du bambalanget du bamali.

## Nom
Le nom « bafanji » est le nom du village Bafanji et est aussi parfois écrit « bafangi » ou « bafanyi ».
L’autonyme est chufie’ [tʃú fīʔɛ̀], « langue de Fieh » en bafanji, aussi parfois écrit « chuufi », « nchufie », ou chyɛfieʼ [tʃjæ̌ fīʔɛ̀], « parole de Fieh ».

## Écriture
| a | b | ch | d | e | ɛ | f | g | h | i | ɨ | k | l | m |
| n | ŋ | o  | p | s | t | u | ʉ | w | ẅ | y | z | ’ |   |